# Pandinus
Pandinus са род големи скорпиони, принадлежащи към семейство Същински скорпиони (Scorpionidae). Той съдържа един от най-популярните скорпиони-домашни любимци – императорския скорпион (P. Imperator). Родът е разпространен широко из цяла тропическа Африка и югозападната част на Арабския полуостров (Йемен, Саудитска Арабия).

## Класификация
Род Pandinus
- Подрод Pandinus Tord Tamerlan Teodor Thorell, 1876
  - Вид Гамбийски скорпион (Pandinus gambiensis) Reginald Innes Pocock, 1899
  - Вид Императорски скорпион (Pandinus imperator) Carl Ludwig Koch, 1841
  - Вид Pandinus phillipsii Reginald Innes Pocock, 1896
  - Вид Pandinus smithi Reginald Innes Pocock, 1899
- Подрод Pandinoides Victor Fet, 1997
  - Вид Червенощипчест скорпион (Pandinus cavimanus) Reginald Innes Pocock, 1888
  - Вид Pandinus platycheles Werner, 1916
- Подрод Pandinops Birula, 1913
  - Вид Pandinus bellicosus Carl Ludwig Koch, 1875
  - Вид Pandinus colei Reginald Innes Pocock, 1896
  - Вид Pandinus eritreaensis Kovařík, 2003
  - Вид Pandinus hawkeri Reginald Innes Pocock, 1900
  - Вид Pandinus peeli Reginald Innes Pocock, 1900
  - Вид Pandinus pococki Kovařík, 2000
- Подрод Pandinopsis Vachon, 1974
  - Вид Скорпион диктатор (Pandinus dictator) Reginald Innes Pocock, 1888
- Подрод Pandinurus Victor Fet, 1997
  - Вид Pandinus arabicus Karl Kraepelin, 1894
  - Вид Pandinus exitialis Reginald Innes Pocock, 1888
  - Вид Pandinus gregoryi Reginald Innes Pocock, 1896
  - Вид Pandinus magretti Borelli, 1901
  - Вид Pandinus meidensis Friedrich Karsch, 1879
  - Вид Pandinus pallidus Karl Kraepelin, 1894
  - Вид Pandinus percivali Reginald Innes Pocock, 1902
  - Вид Pandinus viatoris Reginald Innes Pocock, 1890